# (14835) Holdridge
(14835) Holdridge es un asteroide que forma parte del Cinturón de asteroides, descubierto el 26 de noviembre de 1987 por Carolyn Shoemaker y por su esposo que también era astrónomo Eugene Shoemaker desde el Observatorio del Monte Palomar, Estados Unidos.

## Designación y nombre
Designado provisionalmente como 1987 WF1. Fue nombrado por Mark E. Holdridge (n. 1960) quien es director de operaciones en el Laboratorio de Física Aplicada de la Universidad Johns Hopkins. Su hábil dirección del pequeño equipo de operaciones de la misión NEAR Shoemaker desde 1997 dio como resultado casi todos los espectaculares retornos científicos de la nave espacial desde (253) Mathilde y (433) Eros.

## Características orbitales
Holdridge está situado a una distancia media del Sol de 2,353 ua, pudiendo alejarse hasta 3,008 ua y acercarse hasta 1,699 ua. Su excentricidad es 0,278 y la inclinación orbital 23,002 grados. Emplea 1318,76 días en completar una órbita alrededor del Sol.
Pertenece a la familia de asteroides de (25) Phocaea.

## Características físicas
La magnitud absoluta de Holdridge es 13,36. Tiene 6,710 km de diámetro y su albedo se estima en 0,271.